# Kletka dlia kanareek
Kletka dlia kanareek (rus: Клетка для канареек "La gàbia del canari") és una pel·lícula dramàtica soviètica de 1983 dirigida per Pàvel Txukhrai.

## Argument
La pel·lícula parla d'un noi i una noia que estan passant una greu crisi interna. Estan com en una gàbia de la qual no poden sortir.

## Repartiment
- Viatxeslav Baranov com a Viktor
- Evgenia Dobrovolskaia com a Olesya
- Alisa Freindlikh com a mare d'Olesya
- Boris Batxurin com a milicià (com a B. Bachurin)
- Semion Farada com a assistent
- Valentina Ananina com a ferrocarril
- Galina Komarova com a cambrera
- Aleksandr Koniaixin com a part de Bit (com A. Konyashin)
- Mikhail Txigariov com a part de Bit
- Velta Zigure com a directo[5]